# Felice Mastroianni
Felice Mastroianni (Platania, 4 agosto 1914 – Lamezia Terme, 21 aprile 1982) è stato un poeta e saggista italiano.

## Biografia
Felice Mastroianni frequentò il ginnasio tra Catanzaro e Lamezia Terme. In seguito al conseguimento della laurea in Lettere Classiche, insegnò nei licei di Napoli e Lamezia Terme. Ebbe rapporti epistolari con tanti letterati del tempo, tra cui Mario Pomilio, Vittorio Sereni e Mario Luzi, il quale scrisse anche la prefazione di una sua opera. Mastroianni è stato un rappresentante italiano del neoellenismo, attraverso una fitta produzione poetica. Pubblicò sia in Italia che in Grecia e ricevette diversi premi nel corso della sua carriera.
Alla sua memoria sono dedicati un Parco fluviale a Lamezia Terme, una Scuola media a Platania e il parco letterario della stessa città.

## Stile
Nei primi anni della produzione poetica emergono note intimistiche ispirate dagli anni dolorosi della sua adolescenza. Dagli anni Settanta si concentra sulla produzione in lingua neogreca, con una poetica da moderno interprete di favole antiche. Nel corso della carriera si dedicò anche alla saggistica, pubblicando opere sia di interesse nazionale che regionale. Il distacco, i ritorni e le partenze sono temi centrali nella poetica di Mastroianni, legati al senso dei luoghi e al paese.
Il critico letterario Salvatore Battaglia, con Adriano Grande, Michele Prisco e Mario Pomilio scrive sulla raccolta Lucciole sul granturco: “Calabrese, dal linguaggio asciutto e scabro come un paesaggio della sua terra, Mastroianni non bara al grande responsabile gioco della poesia, confessata senza lezio letterario e fuor d’ogni calco, e il suo linguaggio, decantato fino ad una essenziale limpidezza, fa della memoria affabulata o reale una continua confessione di verità lirica….”.

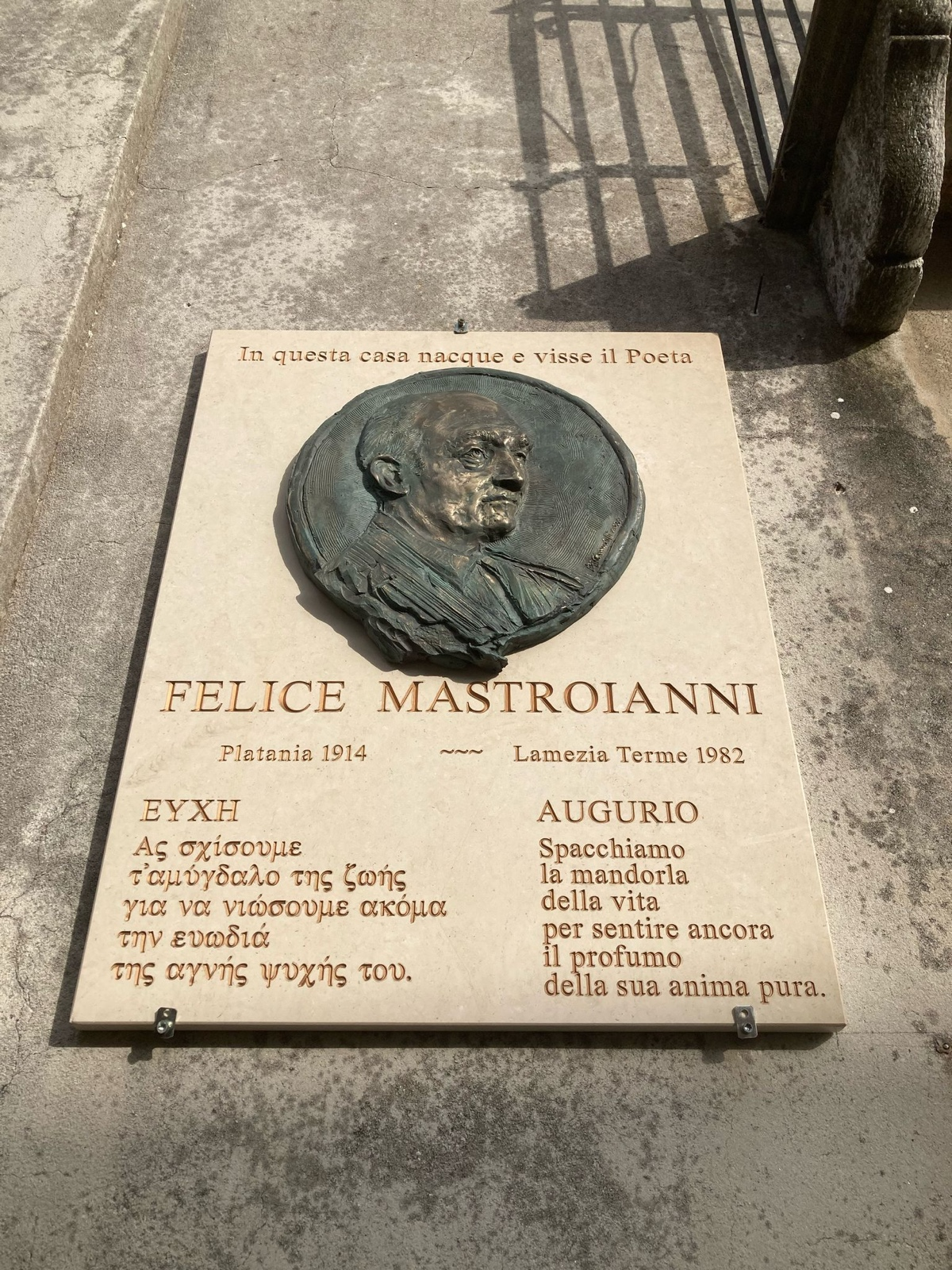
Lapide di Felice Mastroianni sulla casa natale del poeta a Platania (CZ). Bassorilievo in bronzo di Maurizio Carnevali (2025).

## Opere

### Poesia italiana
- Frammenti, Patitucci, Castrovillari 1941;
- Notturno, Patitucci, Castrovillari 1942;
- Alba lontana, Patitucci, Castrovillari 1942;
- L'arcata sul sereno, La Procellaria, Reggio Calabria 1963;
- Favoloso è il vento (con prefazione di Mario Stefanile), Ed. Maia, Siena 1964;
- Lucciole sul granturco, Rebellato Editore, Padova 1965;
- Tre poesie, Il Baretti, Napoli 1966;
- Il vento dopo mezzodì (con prefazione di Mario Luzi), Quaderni di "Persona", Roma 1968;
- Il riso delle Naiadi (con lettera-prefazione di Vittorio Sereni), Rebellato, Padova 1971;
- Luna santa luna, Rebellato Editore, Padova 1974;
- Quest'ombra sul terreno, Ed. Ligeia, Lamezia Terme 1983;
- 'U cantu 'ngola (Il canto in gola), Rubbettino, Soveria Mannelli 2001;
- Il pane degli anni - Memoria d'una sorgiva, Rubbettino, Soveria Mannelli 2003.

### Poesia neogreca
- Quaderno di un'estate, Karavàas, Atene 1975;
- Primavera,  Difros, Atene 1977;
- La favola di Eutichio,  Delphica Tetradia, Atene 1982;
- Trilogia neoellenica, Delphica Tetradia, Atene 1983 (seconda edizione: Rubbettino, Soveria Mannelli 2014).

### Saggistica
- L'Infinito leopardiano,  Tip. Gigliotti, Nicastro 1935;
- Coscienza cristiana di Ulisse dantesco,  E. Patitucci, Castrovillari, 1939;
- Filippo Greco, l'ultimo dei romantici calabresi,  Pellegrini, Cosenza 1966;
- Un'interessante figura di poeta calabrese: Leopoldo De Fazio (1865-1953),  Rubbettino, Soveria Mannelli 1980.

## Premi
- Premio Olinto Dini, 1971
- Premio Rocco Scotellaro, 1973
- Premio Astralumon – Madonna del Monte, 1973
- Premio "Nepetia”, 1976
- Premio Verrina- Lorenzon, 1979
- Premio Internazionale di poesia “Italia – Grecia”, 1980